# Alma Karlin

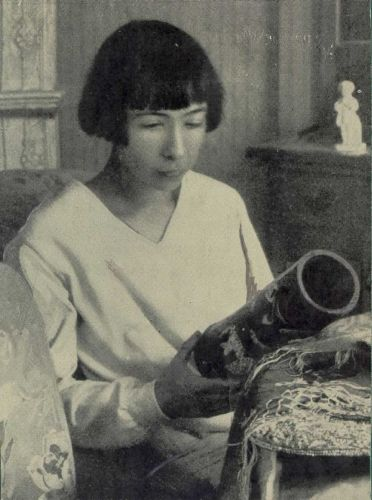
Alma Karlin in de jaren 20

Alma Maksimiljana Karlin (Celje, 12 oktober 1889 - Pečovnik bij Štore, 14 januari 1950) was een Sloveens-Oostenrijks schrijfster en wereldreizigster. 
Alma Karlin werd geboren in Celje als dochter van een Oostenrijks-Hongaars majoor en lerares. Zij studeerde talen in Graz, Parijs en Londen. In Londen legde zij aan de Society of Arts examen af in acht vreemde talen en sloot af als beste studente. In deze tijd zou ze zich verloofd hebben met een Chinese officier, maar deze band hebben verbroken op aandringen van haar moeder. Teruggekeerd naar haar ouderlijk huis, vertrok zij weldra - tijdens de aanvang van de Eerste Wereldoorlog - weer naar het buitenland. Ze woonde toen in Noorwegen en Zweden. In 1919 keerde Alma terug naar Celje, dat inmiddels geen deel meer uitmaakte van de dubbelmonarchie. Ze besloot te vertrekken, deze keer voor een reis om de wereld met langere verblijven in het Midden-Oosten, Zuid-Amerika en vooral in Azië. De reis duurde van 1919 tot 1928.
Alma Karlin beheerste naast haar moedertaal Duits nog elf andere talen. Haar moedertaal was het Duits. Tijdens haar reizen publiceerde zij talrijke bijdragen in tijdschriften, met name in Duitsland, Japan (waar zij in Tokio enige tijd aan de Duitse ambassade werkte) en China (waar zij in Peking werk vond als assistent van Erich von Salzmann). Aan het blad Cillier Zeitung, dat in haar geboortestad Celje verscheen, leverde zij regelmatig impressies van haar belevenissen. Na terugkeer naar Slovenië begon zij met de publicatie van verschillende gedichten en romans, waaronder Geloof en bijgeloof van het Verre Oosten over geloofspraktijken in Indonesië, Korea en Japan. 
Karlin was lange tijd theosofe  met een grote belangstelling voor de antieke gnosis. Enkele van haar schrijfsels behandelen onderwerpen uit het occultisme zoals witte en zwarte magie. Ook het thema van reïncarnatie duikt vaker op in haar werk. Voor haar dood keerde zij echter terug naar de Rooms-Katholieke Kerk. Haar Zweedse vriendin Thea Schreiber-Gammelin, met wie Karlin jaren het leven had gedeeld in een berghuisje bij Pečovnik, niet ver van Celje, werd katholiek.
Gedurende de jaren 1930 werd Karlin door verschillende uitgevers op de Duitstalige markt gebracht. In 1941 werden haar boeken door de nazi's verboden. Karlin had zich al vroeg tegen het nationaalsocialisme uitgesproken. In 1937 zocht de journalist Hans Joachim Bonsack zijn toevlucht bij Alma Karlin in Celje. 
Met haar boek "Windlichter des Todes" trok Karlin zozeer de aandacht van de Zweedse schrijfster en Nobelprijswinnares Selma Lagerlöf, dat deze Karlin nomineerde voor de Nobelprijs voor de Literatuur. 
Nabij het huis van Alma Karlin ligt tegenwoordig een naar haar genoemd hotel-restaurant "Almin Dom". De persoonlijkheid van Alma Karlin geniet tegenwoordig in Slovenië groeiende belangstelling. De nalatenschap van Alma Karlin bevindt zich deels in de Nationale en Universiteitsbibliotheek in Ljubljana en in de Staatsbibliotheek in Berlijn.